# Clusia valerioi
Clusia valerioi är en tvåhjärtbladig växtart som beskrevs av Paul Carpenter Standley. Clusia valerioi ingår i släktet Clusia och familjen Clusiaceae. Inga underarter finns listade i Catalogue of Life.